# Liste der Kulturdenkmale in Meißen

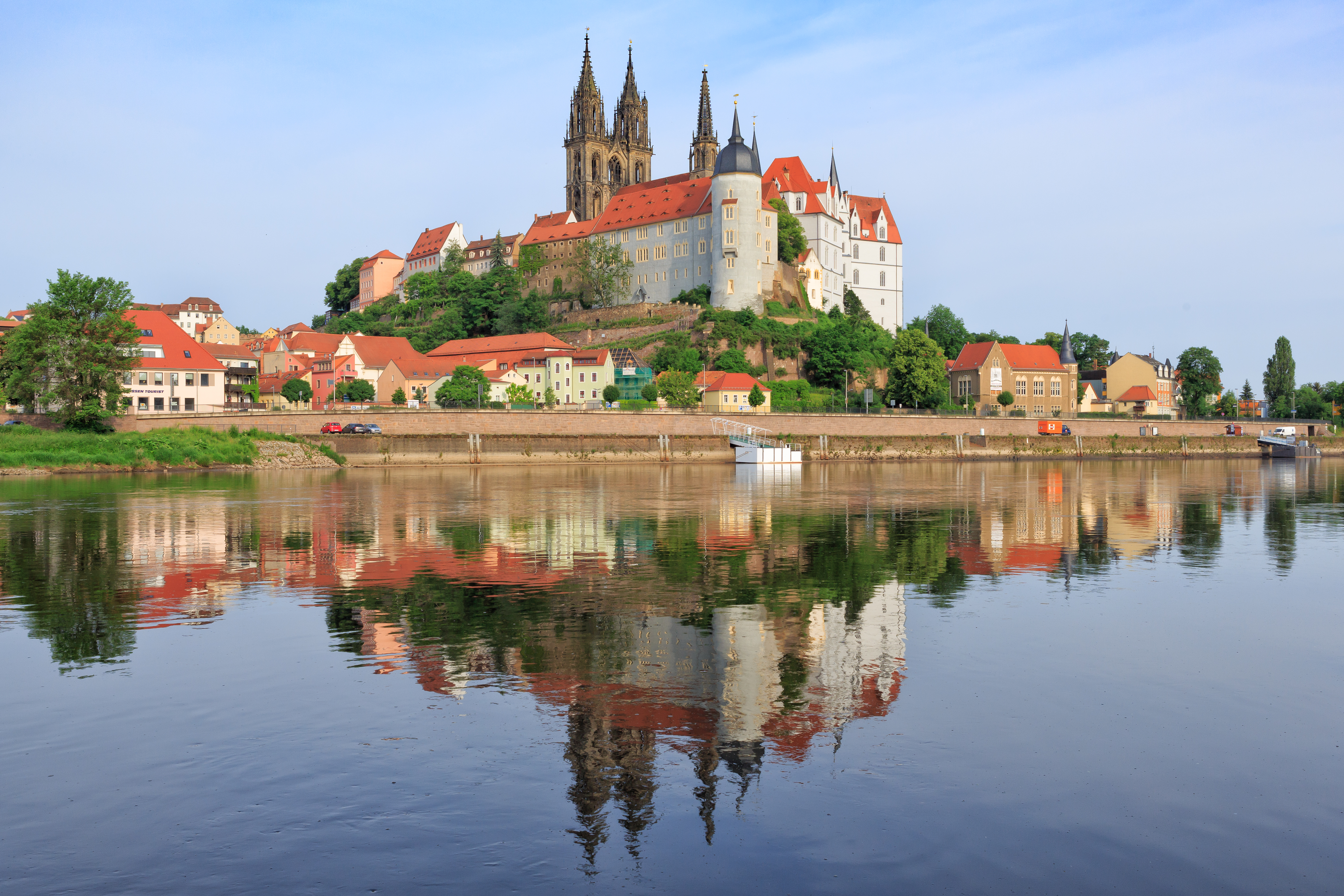
Blick auf Albrechtsburg und Dom in Meissen

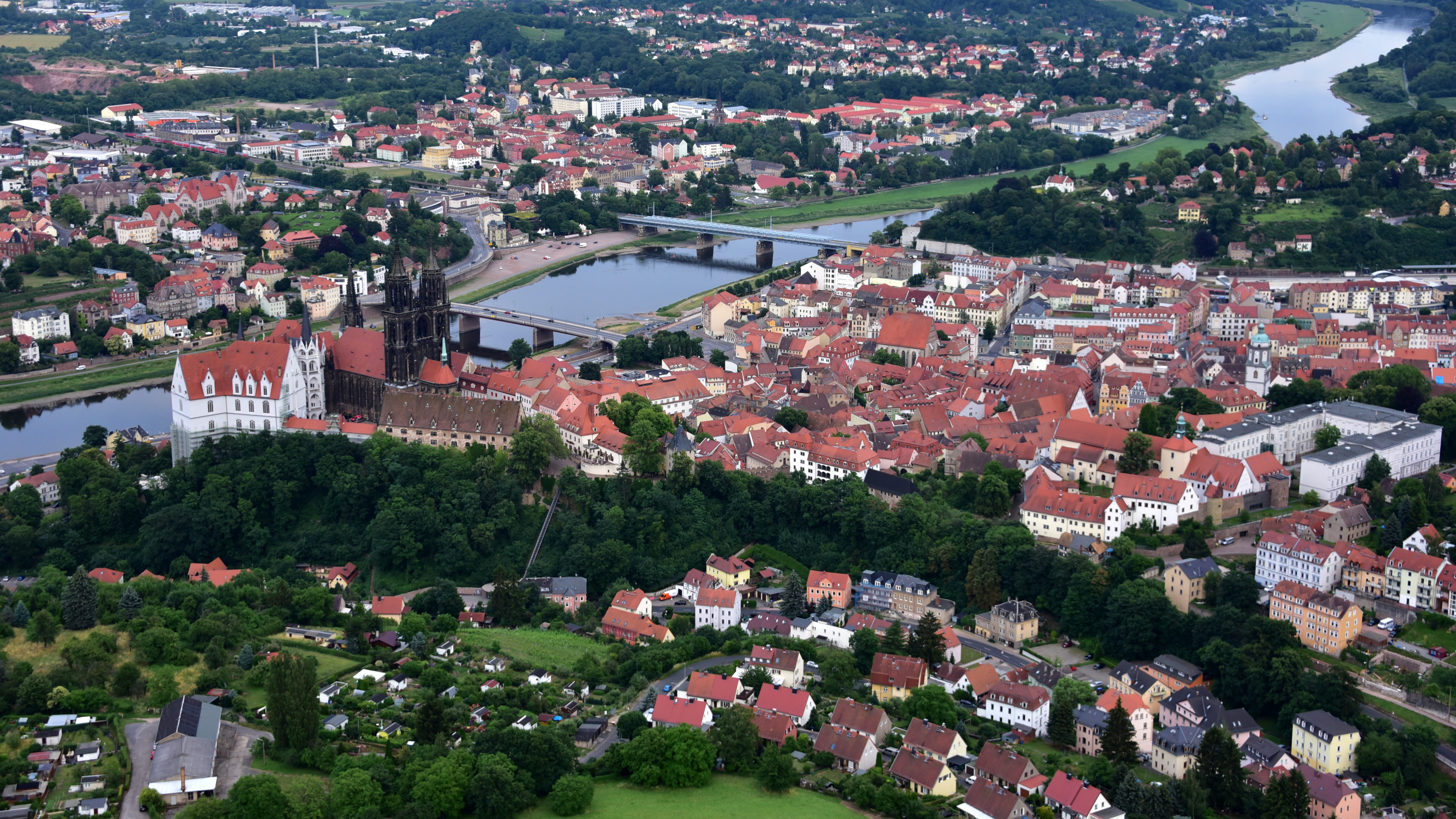
Meißen, Luftaufnahme (2017)

Die Liste der Kulturdenkmale in Meißen umfasst die Kulturdenkmale der sächsischen Kreisstadt Meißen.
Diese Aufzählung ist eine Teilmenge der Liste der Kulturdenkmale im Landkreis Meißen.

## Aufteilung
Die Liste der Kulturdenkmale in Meißen ist nach Gemarkungen aufgeteilt und nach links- und rechtselbischer Lage sortiert:
- Meißen (linkselbische Gemarkungen)
  - Dobritz
  - Fischergasse
  - Klostergasse
  - Klostergut zum heiligen Kreuz
  - Klosterhäuser
  - Korbitz
  - Lercha
  - Meißen (Gemarkung) mit den Stadtteilen
    - Altstadt (A–I)
    - Altstadt (J–Z)
    - Hintermauer, Rotes Haus, Kynast
    - Neudörfchen
    - Plossen
    - Rauhenthal
    - Triebischtal
    - Triebischvorstadt

  - Obermeisa
  - Questenberg
  - Siebeneichen
- Meißen (rechtselbische Gemarkungen)
  - Bohnitzsch
  - Cölln
  - Nassau
  - Niederfähre m. Vorbrücke
  - Niederspaar
  - Oberspaar
  - Proschwitz
  - Rottewitz
  - Winkwitz
  - Zaschendorf
  - Zscheila